# Need for Speed Heat
Need for Speed Heat, auch NFS Heat, ist ein  Renn-Videospiel, das von Ghost Games entwickelt und von Electronic Arts für Microsoft Windows, PlayStation 4 und Xbox One am 8. November 2019 veröffentlicht wurde. Es ist die 24. Ausgabe der Need-for-Speed-Serie und feiert deren 25-jähriges Jubiläum. Das Spiel wurde mit einem am 14. August 2019 veröffentlichten Trailer enthüllt, gefolgt von einem am 20. August 2019 veröffentlichten Gameplay-Trailer.

## Gameplay
Need for Speed Heat ist ein Open-World-Rennspiel in Palm City, einer fiktionalen Version der Stadt Miami, Florida. Im Gegensatz zu Need for Speed Payback beinhaltet Heat keinen 24-Stunden-Tag-Nacht-Zyklus, sondern die Spieler können zwischen Tag und Nacht wechseln. Während des Tages können die Spieler an Rennveranstaltungen teilnehmen, in denen die Spieler mit Bargeld belohnt werden. Dieses Geld können sie für Neuwagen und Upgrades ausgeben. Sie können auch an illegalen Straßenrennen in der Nacht teilnehmen, was den Spielern einen höheren Ruf einbringt, durch welchen man Upgrades und Fahrzeuge freischaltet. Des Weiteren wird der Spieler in der Nacht von skrupellosen Cops gejagt. Je höher der Fahndungsstatus, desto aggressiver werden sie. Teilweise werden Rennveranstaltungen erst durch hohe Fahndungsstufen freigeschaltet. Bei diesen kann man dann exklusive Teile für die eigenen Fahrzeuge gewinnen. Jedoch verliert man alles, was man in dieser Nacht gewonnen hat, wenn einen die Polizei erwischt.
Das Spiel wird 127 Autos von 33 verschiedenen Marken beinhalten, wobei Ferrari zum Spiel zurückkehrt, nachdem die Automarke aufgrund von Lizenzproblemen nicht in Need for Speed Payback inkludiert war. Im Gegensatz zu Payback bekommt der Spieler Leistungssteigerungen nicht mehr in zufälligen „Speedcards“, sondern sie werden mit Ruf-Punkten und Rennsiegen freigeschaltet. Das Spiel soll keine Lootboxen haben, obwohl kostenpflichtige Transaktionen zur Verfügung stehen werden, um Inhalte schneller freizuschalten, sowie kostenpflichtige herunterladbare Inhalte zu erwerben sind.
Am 19. August 2019 hat Electronic Arts die NFS Heat Studio App für iOS- und Android-Geräte veröffentlicht. Benutzer können ihre Autos sammeln und anpassen, welche dann bei der Veröffentlichung in das Hauptspiel importiert werden können.

## Fahrzeuge
Fahrzeuge in Need for Speed Heat:
- Acura NSX 2017
- Acura RSX-S 2004
- Alfa Romeo Giulia Quadrifoglio 2016
- Aston Martin DB5 1964
- Aston Martin DB11 2017
- Aston Martin Vulcan 2016
- Audi R8 V10 2019
- Audi S5 Sportback 2017
- BMW i8 Roadster 2018
- BMW Z4 M40i 2020
- BMW M4 2018
- BMW M2 Competition 2019
- BMW M4 GTS 2016
- BMW M3 E46 GTR (Razors Wagen von Need for Speed: Most Wanted) 2006 Coupé
- BMW M4 Convertible 2018
- BMW i8 2018
- BMW M3 2006
- BMW M3 Evolution II 1988
- BMW M3 2010
- BMW M5 2018
- BMW X6 M 2016
- Buick Grand National 1987
- Chevrolet Corvette ZR1 2019
- Chevrolet Corvette Grand Sport 2017
- Chevrolet Camaro SS 1967
- Chevrolet Colorado ZR2 2017
- Chevrolet Corvette Z06 2013
- Chevrolet Camaro Z28 2014
- Chevrolet Bel Air 1955
- Chevrolet C10 Stepside 1965
- Dodge Challenger SRT8 2014
- Dodge Charger 1969
- Ferrari Testarossa Coupé 1984
- Ferrari FXX-K Evo 2018
- Ferrari 488 Pista 2019
- Ferrari 458 Spider 2014
- Ferrari 458 Italia 2014
- Ferrari F40 1988
- Ferrari LaFerrari 2016
- Ferrari 488 GTB 2015
- Ford F-150 Raptor (FEM-Wagen von Need for Speed) 2016 Pick-Up
- Ford Focus RS 2016
- Ford Mustang GT 2015
- Ford F-150 Raptor 2016
- Ford Mustang 1965
- Ford Mustang BOSS 302 1969
- Ford GT 2017
- Ford Mustang Foxbody 1990
- Honda S2000 2009
- Honda NSX Type-R 1992
- Honda Civic Type-R 2000
- Honda Civic Type-R 2015
- Infiniti Q60S 2017
- Jaguar F-Type R Convertible 2019
- Jaguar F-Type R 2017
- Koenigsegg Regera 2016
- Lamborghini Countach 25th Anniversary 1989
- Lamborghini Aventador SVJ 2019
- Lamborghini Aventador SVJ Roadster 2019
- Lamborghini Huracán Performante 2018
- Lamborghini Huracán Performante Spyder 2018
- Lamborghini Aventador S 2018
- Lamborghini Aventador S Roadster 2018
- Lamborghini Huracán Spyder 2018
- Lamborghini Huracán 2018
- Lamborghini Diablo SV 1995
- Lamborghini Murciélago SV 2010
- Land Rover Defender 110 Double Cab 2016
- Land Rover Range Rover Sport SVR 2015
- Lotus Exige S 2006 Trackday
- Mazda MX5 1996
- Mazda MX5 2015
- Mazda RX-7 Spirit R 2002
- McLaren 570S 2015
- McLaren 570S Spider 2018
- McLaren 600LT 2018
- McLaren F1 1994[A 1]
- McLaren P1 2015
- McLaren P1 GTR 2015
- Mercedes-AMG C63 2018
- Mercedes-AMG GT R 2017
- Mercedes-AMG GT S Roadster 2019
- Mercedes-AMG G63 2017
- Mercedes-AMG GT 2015
- Mercedes-AMG A 45 2014
- Mercury Cougar 1967
- Mini Countryman John Cooper Works 2017
- Mitsubishi Lancer Evolution X 2008
- Mitsubishi Lancer Evolution IX 2007
- Nissan 370Z 50th Anniversary Edition 2018
- Nissan GT-R Nismo 2017
- Nissan 370Z Nismo 2018
- Nissan 350Z (Rachels Wagen von NFSU2) 2003
- Nissan Skyline GT-R (Eddies Wagen von NFSU) 2002
- Nissan GT-R 2017
- Nissan 180SX Type X 1996
- Nissan 350Z 2008
- Nissan Skyline GT-R V·Spec 1999
- Nissan Fairlady 240ZG 1971
- Nissan Skyline GT-R V·Spec 1993
- Nissan Silvia Spec-R Aero 2002
- Nissan Skyline 2000 GT-R 1971
- Pagani Huayra BC 2017
- Plymouth Barracuda 1970
- Polestar Polestar 1 2020
- Pontiac Firebird 1977
- Porsche 911 GT3 RS 2019
- Porsche Cayman GT4 2015
- Porsche 911 GT2 RS 2018
- Porsche 911 Carrera GTS 2018
- Porsche 911 Carrera GTS Cabriolet 2018
- Porsche 911 Targa 4 GTS 2018
- Porsche 718 Cayman GTS 2018
- Porsche 911 Turbo S Exclusive Series 2018
- Porsche 911 Turbo S Exclusive Series Cabriolet 2018
- Porsche 911 Carrera RSR 2.8 1973
- Porsche 911 Carrera S 1996
- Porsche 918 Spyder 2015
- Porsche Panamera Turbo 2017
- SRT Viper GTS 2014
- Subaru Impreza WRX STI 2006
- Subaru BRZ Premium 2014
- Subaru Impreza WRX STI 2010
- Volkswagen Beetle 1963
- Volkswagen Golf GTI Clubsport 2016
- Volkswagen Golf GTI 1976
- Volvo Amazon P130 1970
- Volvo 242DL 1975

1. ↑  Erfordert McLaren-F1-Schwarzmarktlieferung-DLC (kostenpflichtig).

Bei Vorbestellungen von Need for Speed Heat ist ein K.S Edition Fahrzeug am Start des Spiels inkludiert. Beim Kauf der Deluxe Edition sind drei weitere K.S Edition Fahrzeuge enthalten.

## Rezeption
Need for Speed Heat hat national und international durchschnittliche Bewertungen erhalten.

„Mit Need for Speed: Heat ist es wie mit Tag und Nacht - der Arcade-Racer hat seine guten und schlechten Seiten. Gerade der zähe Anfang macht es mir nicht leicht, hineinzufinden. Über Stunden bin ich erst mal nur mit einem untermotorisierten Wagen unterwegs. Das lässt das Raserherz in mir nicht unbedingt schneller schlagen - da ist es eher im Zweitakter-Rhythmus bei der Sache. Doch zum Glück bekommt das Spiel trotz schwacher Story noch die Kurve: Mit dem richtigen Boliden unterm Hintern steigt die Fahrfreude deutlich an, sind insbesondere die nächtlichen Raser-Ausflüge in der blinkenden Metropole ein absolutes Highlight des Spiels.“

„Need for Speed: Heat macht vieles besser als seine direkten Vorgänger, sei es mit dem Verzicht auf Mikrotransaktionen oder weil es nicht generell auf Qualität verzichtet, wie zum Beispiel The Run. Da ist schon was da, der Look ist nicht schlecht, das Fahrgefühl kann man sich auch ohne zu trinken schönreden, die Verfolgungsjagden spiele ich immer wieder gerne. Da ist schon solide Substanz in Heat. Aber mit einer winzigen, etwas öden Welt, einem belanglosen Multiplayer, 08/15-Renndesign und ein wenig zu viel Grind, als dass es nicht auffallen würde, kann es nicht gegen die gar nicht so reichhaltige Konkurrenz bestehen.“